# Carla Soza
Carla Soza (Santiago de Xile, 1979) és una artista que resideix a Barcelona des de l'any 2000. La seva tasca en els mons gràfic i literari no es va concretar fins que hi va completar els estudis de Filosofia i Història de l'Art. Des del principi l'erotisme ha estat un dels seus principals temes d'interès, que s'ha concretat per exemple en el llibre de contes il·lustrats Postlove (2013). A Lost Kids, en canvi, es va centrar en temes socials, amb pel·lícules sobre l'adolescència en contextos de risc com a referència. La seva obra també ha estat dedicada al paisatge urbà, el retrat, la idea de subjecte i les cultures Mapuche i Selknam. Des de 2009 munta exposicions en diversos espais culturals i d'oci, com llibreries, centres culturals, restaurants o cafeteries. El 2019 va mostrar a la Filmoteca de Catalunya el projecte El cine y el sexo, que consisteix en una sèrie d'il·lustracions digitals inspirades en fotogrames de films eròtics.